# Xã Bayou I, Quận Ozark, Missouri
Xã Bayou I (tiếng Anh: Bayou I Township) là một xã thuộc quận Ozark, tiểu bang Missouri, Hoa Kỳ. Năm 2010, dân số của xã này là 917 người.